# 2000년 보스턴 레드삭스 시즌
2000년 보스턴 레드삭스 시즌은 보스턴 레드삭스가 메이저리그에 참가한 2000년도 시즌이다. 지미 윌리엄스 감독이 팀을 이끈 4번째 시즌이며, 이상훈이 뛰었던 시즌이기도 하다. 팀은 아메리칸리그 동부지구 2위를 기록하여 포스트시즌 진출에 실패했다.

## 선수단
- 선발투수 : P.마르티네즈, 파세로, R.마르티네즈, 슈렉, 도모카즈, 아로호
- 구원투수 : 코미어, 벡, 카라스코, 피카르도, 웨이크필드, 플루리, 이상훈
- 마무리투수 : 가르세스, 로우
- 포수 : 배리택, 해티버그
- 1루수 : 다우백, 브로냐
- 2루수 : 오퍼맨, 랜싱
- 유격수 : 가르시아파라, 새들러
- 3루수 : 베라스, 알렉산더, 멀로니, 베리
- 좌익수 : 오리어리
- 중견수 : 에버렛, 루이스
- 우익수 : 닉슨, 커밍스, 길키
- 지명타자 : 비솃, 벅하트